# Nummer 5 lebt!
Nummer 5 lebt! (englisch Short Circuit ‚Kurzschluss‘) ist ein US-amerikanischer Science-Fiction-Film aus dem Jahr 1986. Die Regie führte John Badham. Der Film startete am 21. August 1986 in den deutschen Kinos.

## Handlung

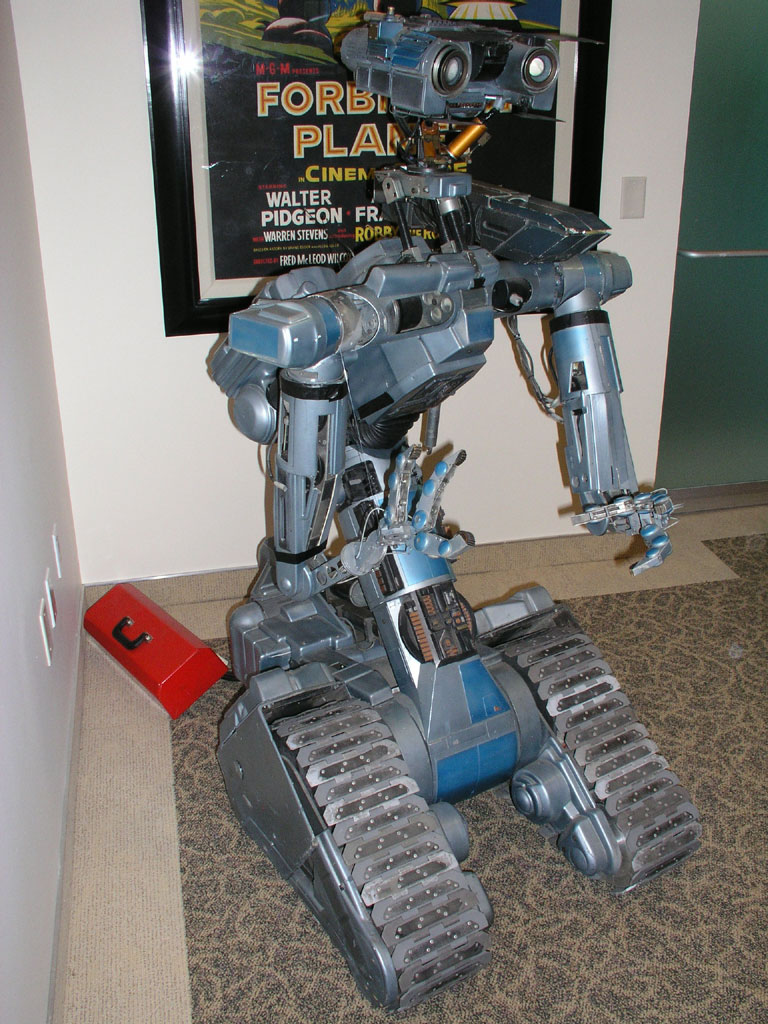
Nummer 5

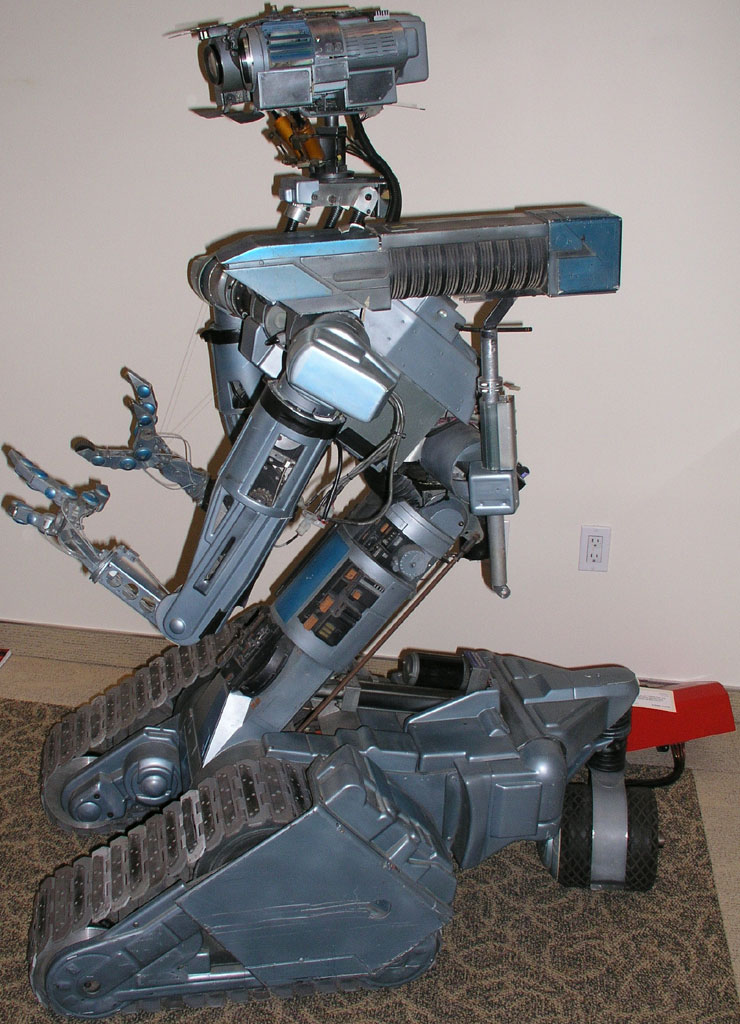
Nummer 5

Nachdem er von einem Blitz getroffen worden ist, macht sich der Militärroboter S-A-I-N-T Nummer 5 der Firma Nova Robotics (NOVA) plötzlich selbständig und verschwindet vom Testgelände. Eine turbulente Verfolgungsjagd wird für seine Erfinder Ben Jabituya und Newton Crosby und die Militärs eine Herausforderung, und Nummer 5 landet bei der Tierfreundin Stephanie, mit der er sich anfreundet, nachdem diese ihn zunächst für einen Außerirdischen hielt. Sie nimmt den Roboter mit zu sich nach Hause, wo sie ihm „Input“ in Form von visuellen und verbalen Reizen gibt, wodurch der Roboter seine Sprachkenntnisse verbessern kann. Stephanie hilft dem neugierigen Roboter Nummer 5 weiterhin dabei, die Welt kennenzulernen. Sie findet schließlich heraus, dass Nummer 5 von NOVA gebaut wurde und kontaktiert sie wegen des verlorenen Roboters. Novas CEO, Dr. Howard Marner, befiehlt Crosby und Ben, ihn zu bergen, damit sie ihn zerlegen und wieder zusammenbauen können. Während er auf die Ankunft von NOVA wartet, erfährt Nummer 5 vom Tod, als er versehentlich eine Heuschrecke zerquetscht, kommt zu dem Schluss, dass er sterben wird, wenn NOVA ihn zerlegt, und entkommt in Stephanies Imbisswagen. NOVA nutzt jedoch ein Ortungsgerät auf Nummer 5, um ihn in die Enge zu treiben und den Roboter für die Rückkehr zur Einrichtung zu deaktivieren. Während des Transports reaktiviert sich Nummer 5, entfernt das Ortungsgerät und flieht zurück zu Stephanie.
Aufgrund dieser ungewöhnlichen Aktionen versucht Crosby Howard davon zu überzeugen, dass sich etwas an der Programmierung von Nummer 5 geändert hat und dass sie bei ihren Wiederherstellungsbemühungen darauf achten sollten, sie nicht zu beschädigen, damit er sie später untersuchen kann. Stattdessen schickt Howard seinen Sicherheitschef Captain Schroeder, der ein angeborenes Misstrauen gegenüber den Robotern hegt, und S.A.I.N.T. Prototypen 1, 2 und 3, um Nummer 5 gewaltsam zu erobern, ohne Rücksicht auf Crosbys Bedenken. Nummer 5 überlistet die anderen Roboter und programmiert ihre Persönlichkeiten so um, dass sie sich wie die drei Stooges verhalten, was ihm die Flucht ermöglicht. Nummer 5 „entführt“ Crosby, bringt ihn zu Stephanie und überzeugt Crosby von seiner Empfindungskraft.
Newton und Stephanie packen Nummer 5 in einen Lastwagen und versuchen ihren Verfolgern zu entkommen. Als sie vom Militär eingeholt und zum Aufgeben gezwungen werden, versucht Nummer 5 mit rasanter Geschwindigkeit davonzurollen. Die Soldaten eröffnen das Feuer. Kurz bevor der Roboter außer Reichweite ist, wird er von Raketen eines Hubschraubers getroffen und zertrümmert, so dass nur ein Haufen Schrott übrig bleibt. Während die Militärs ihren Triumph feiern und Stephanie und Newton sich traurig vom Ort des Geschehens entfernen, taucht Nummer 5 aus seinem Versteck unterhalb der Ladefläche des Lastwagens wieder auf. Es stellt sich heraus, dass Nummer 5 seine Verfolger überlistet hat: Der aus dem Lastwagen geflohene Roboter war ein baugleicher Doppelgänger, den er aus Ersatzteilen zusammengebaut hatte. Nummer 5 gibt sich am Ende des Films nach dem Lied Who’s Johnny, das er gehört hat, selbst den Spitznamen „Johnny 5“.

## Deutsche Fassungen
Die erste deutsche Synchronfassung entstand nach einem Dialogbuch und der Dialogregie von Ronald Nitschke im Auftrag der Interopa Film GmbH, Berlin. Die zweite deutsche Synchronfassung entstand auch bei der Interopa. Dr. Änne Troester schrieb das Dialogbuch und Stefan Krüger führte Regie.
| Figur             | Darsteller       | Deutscher Sprecher | Deutsche Sprecher (2017) |
| ----------------- | ---------------- | ------------------ | ------------------------ |
| Nummer 5          | Tim Blaney       | Wolfgang Ziffer    | Wolfgang Ziffer          |
| Stephanie Speck   | Ally Sheedy      | Katja Nottke       | Marie Bierstedt          |
| Newton Crosby     | Steve Guttenberg | Arne Elsholtz      | Gerrit Schmidt-Foß       |
| Benjamin          | Fisher Stevens   | Tayfun Bademsoy    | Rajvinder Singh          |
| Frank             | Brian McNamara   | Ronald Nitschke    | Fabian Oscar Wien        |
| Howard Marner     | Austin Pendleton | Peter Schiff       | Uwe Büschken             |
| Schröder          | G. W. Bailey     | Helmut Krauss      | K.Dieter Klebsch         |
| Senatorin Mills   | Barbara Tarbuck  | Barbara Adolph     | Nina Herting             |
| John Wayne        | John Wayne       | Arnold Marquis     |                          |
| Nummer 5 imitiert | N. N.            | Gerd Duwner        |                          |
| Nummer 5 imitiert | N. N.            | Wolfgang Pampel    |                          |
| Roboter           | N. N.            | Michael Brennicke  |                          |

## Soundtrack
Ein bekanntes Lied aus dem Film ist Who’s Johnny von El Debarge, das 1986 den dritten Platz der Billboard Hot 100 und den ersten Platz der Hot R&B Singles Charts erreicht hat.

## Produktion
Dieser Film wurde konzipiert, nachdem die Produzenten ein Lehrvideo über einen Roboter an verschiedene Hochschulen verteilt hatten. Sie ließen sich von anderen Filmen mit einer prominenten Roboterbesetzung (wie der Star-Wars-Serie) inspirieren und beschlossen, die menschlichen Reaktionen auf einen „lebenden“ Roboter zu hinterfragen, mit der Annahme, dass zunächst niemand an dessen Empfindungsvermögen glauben würde.
Laut DVD-Kommentar war Nummer 5 der teuerste Teil des Films und erforderte die Erstellung mehrerer verschiedener Versionen für verschiedene Sequenzen. Fast alles andere im Film war relativ kostengünstig, so dass sie so viel Geld für die Roboterfigur ausgeben konnten, wie sie brauchten. Nummer 5 wurde von Syd Mead entworfen, dem „visuellen Futuristen“, der für seine Arbeiten zu Blade Runner und Tron bekannt ist.
Meads Design wurde stark von den Skizzen von Eric Allard beeinflusst, dem Robotics Supervisor, dem die „Realisierung“ der Roboter zugeschrieben wird. Badham bezeichnete Eric als „den wertvollsten Spieler“ des Films.
Die meisten Armbewegungen von Nummer 5 wurden durch einen „Telemetrieanzug“ gesteuert, der am Oberkörper des Puppenspielers getragen wurde. Jedes Gelenk im Anzug verfügte über einen separaten Sensor, sodass die Arm- und Handbewegungen des Puppenspielers direkt auf die Maschine übertragen werden können. Er wurde auch von seinem Puppenspieler in Echtzeit gesprochen. Der Regisseur glaubte, dass dies eine realistischere Interaktion zwischen dem Roboter und den anderen Schauspielern ermöglichte, als wenn er seine Stimme erst in der Postproduktion einspielte, obwohl einige seiner Zeilen später neu synchronisiert wurden.
Fisher Stevens sagte, als er ursprünglich für die Rolle des Ben Jabituya engagiert wurde, war nicht vorgesehen, dass die Figur ein Inder sein sollte. Stevens wurde irgendwann gefeuert und durch Bronson Pinchot ersetzt, aber dann ging Pinchot, um die Sitcom Perfect Strangers zu drehen, und Stevens wurde wieder eingestellt. Um die Rolle darzustellen, musste er sich einen Bart wachsen lassen, seine Haare schwarz färben, seine Haut mit Make-up verdunkeln, seine blauen Augen mit Kontaktlinsen braun färben, mit ostindischem Akzent sprechen und „gebeugt gehen wie ein Cricketspieler“. Im Jahr 2015 führte Aziz Ansari eine herzliche Diskussion mit Stevens über die Rolle, wobei Ansari sagte, er betrachte Stevens nicht als einen Bösewicht oder jemanden, der Ben spielte, als ein müdes Klischee, und Stevens sagte (mit Ansaris Zustimmung), dass die Rolle heutzutage wohl von einem Schauspieler gespielt werden würde, der einen indischen oder südasiatischen Hintergrund hat.

## Trivia
- Der Gitarrist John William Lowery nahm den Künstlernamen John 5 an, als er der Band Marilyn Manson 1998 beitrat.
- WALL-E-Regisseur Andrew Stanton hält es nicht für ausgeschlossen, dass das ähnliche Design des Roboters in seinem Film auf eine unbewusste Inspiration durch Nummer 5 lebt! zurückzuführen sei.[5]
- Die Szene, in der Nummer 5 mit Stephanie tanzt, wird von dem Film Saturday Night Fever inspiriert, der bei ihr im Fernsehen läuft. Bei diesem Film hat ebenfalls Badham Regie geführt.
- Während Stephanies spontanem Nachrichteninterview tritt Regisseur Badham als Nachrichtenkameramann auf.
- Die Szene, in der Stephanie bei Nova anruft und jemanden zu sprechen verlangt, „der so gerne Krieg spielt“, ist eine Anspielung auf den Film WarGames – Kriegsspiele, in dem Ally Sheedy mitwirkte. Auch bei diesem Film führte John Badham Regie.
- Die Darsteller Steve Guttenberg und G. W. Bailey waren auch zwei Jahre zuvor bei Police Academy – Dümmer als die Polizei erlaubt Gegenspieler gewesen.

## Rezeption
Nummer 5 lebt! erhielt ein verhaltenes Presseecho, was sich auch in den Auswertungen US-amerikanischer Aggregatoren widerspiegelt. So erfasst Rotten Tomatoes zwar mehrheitlich wohlwollende Besprechungen und ordnet den Film dementsprechend als „Frisch“ ein. Laut Metacritic fallen die Bewertungen im Mittel aber nur „Durchwachsen oder Durchschnittlich“ aus.

„Ein Actionfilm mit komödiantischen Zügen, vordergründiger pazifistischer Tendenz und witzigen technischen Effekten. Kurzweilige Unterhaltung.“

Badham, der Film als Bester Science-Fiction-Film und die Spezialeffekte wurden im Jahr 1987 für den Saturn Award nominiert. David Shire gewann 1987 den BMI Film Music Award.

## Fortsetzung und Remake
1988 entstand unter der Regie von Kenneth Johnson die Fortsetzung Nummer 5 gibt nicht auf, in dem Stevens die Hauptrolle übernahm. Guttenberg trat gar nicht mehr auf. Sheedy hatte nur eine kurze Sprechrolle. Es gab ein Drehbuch für einen möglichen dritten Film, das 1989 geschrieben und 1990 umgeschrieben wurde, aber von den Produzenten als unbefriedigend befunden wurde, und das Projekt wurde anschließend verworfen.
Am 4. April 2008 berichtete Variety, dass Dimension Films die Rechte zur Neuverfilmung des Originalfilms erworben habe. Dan Milano war mit dem Schreiben des Drehbuchs beauftragt worden, David Foster mit der Produktion. Foster sagte, dass sich das Aussehen des Roboters nicht ändern würde. Später im Oktober 2009 kursierten Berichte, dass Steve Carr bei dem Remake Regie führen würde und dass die Handlung des Films einen Jungen aus einer zerrütteten Familie beinhalten würde, der sich mit dem Roboter Nummer 5 anfreundet. Carr verließ das Projekt am 4. August 2011 und Berichten zufolge wurde Tim Hill als Regisseur engagiert.
Am 13. November 2020 wurde bekannt gegeben, dass die Spyglass Media Group ein Remake des Films von 1986 gedreht hat, bei dem James Vanderbilt, Paul Neinstein und William Sherak von Project X Entertainment produzieren und John W. Hyde von Rehab Entertainment neben Terissa Kelton als ausführender Produzent zurückkehrt. Das Unternehmen beauftragte das Autorenteam Eduardo Cisneros und Jason Shuman, dem Drehbuch des Films einen lateinamerikanischen Touch zu verleihen.